# Lakhdar Belloumi
Lakhdar Belloumi (29 de diciembre de 1958 en Muaskar), es un exfutbolista y entrenador de argelino. Fue Sagrado Balón de Oro africano en 1981, considerado el mejor jugador en Argelia de todos los tiempos. Belloumi formó con Salah Assad y Rabah Madjer un trío de jugadores técnicamente excelente de la selección nacional de la década de 1980 que ha marcado el fútbol de Argelia. Participó en dos Copas del Mundo en España 1982 y México 1986.
Ha jugado con GC Mascara y MC Oran. Además, participó en tres ediciones de la Copa Africana de Naciones: En 1980 (Donde formó parte del equipo ideal), 1984 y 1988.

## Clubes

### Jugador
| Club                     | País    | Año       |
| ------------------------ | ------- | --------- |
| Olympique Sempac Mascara | Argelia | 1973-1976 |
| SKAF El-Khemis           | Argelia | 1976-1977 |
| GC Mascara               | Argelia | 1977-1978 |
| MC Oran                  | Argelia | 1978-1979 |
| MC Alger                 | Argelia | 1979-1981 |
| GC Mascara               | Argelia | 1981-1987 |
| MC Oran                  | Argelia | 1987-1988 |
| Al-Arabi SC              | Catar   | 1988      |
| MC Oran                  | Argelia | 1989-1990 |
| GC Mascara               | Argelia | 1990-1991 |
| USM Bel-Abbès            | Argelia | 1991-1992 |
| GC Mascara               | Argelia | 1992-1993 |
| MC Oran                  | Argelia | 1993-1994 |
| GC Mascara               | Argelia | 1994-1997 |
| ASM Oran                 | Argelia | 1997-1998 |
| GC Mascara               | Argelia | 1998-1999 |

## Palmarés

### Campeonatos nacionales
| Título                                    | Club       | País    | Año  |
| ----------------------------------------- | ---------- | ------- | ---- |
| Championnat National de Première Division | GC Mascara | Argelia | 1984 |
| Championnat National de Première Division | MC Oran    | Argelia | 1988 |

### Distinciones individuales
| Distinción                                                                        | Año        |
| --------------------------------------------------------------------------------- | ---------- |
| Máximo goleador del Championnat National de Première Division                     | 1979       |
| Equipo ideal de la Copa Africana de Naciones                                      | 1980, 1984 |
| Mejor delantero de la Copa Africana de Naciones                                   | 1980       |
| Balón de Oro africano                                                             | 1981       |
| Balón de Bronce africano                                                          | 1982       |
| Máximo goleador de la Copa Africana de Naciones                                   | 1988       |
| Jugador argelino con más internacionalidades                                      | 1989       |
| Mejor Jugador Africano del siglo según la IFFHS Posición 4°                       | 1998       |
| Mejor jugador del siglo XX según la IFFHS Posición 62°                            | 2000       |
| Premio al Mérito de la CAF                                                        | 2008       |
| Mejor jugador argelino del siglo XX según Le Buteur (Compartido con Rabah Madjer) | 2009       |